# Pyramide G1A
La pyramide G1A est l'une des quatre pyramides subsidiaires du complexe funéraire de Khéops. Elle est la plus au nord des trois pyramides dites des reines.
Elle a une base de 49,50 mètres de côté et une hauteur originelle de 30,25 mètres.
Cette pyramide a perdu les deux tiers de sa hauteur initiale. Dans le mur ouest de la chambre funéraire fut creusée une petite niche dans laquelle furent découverts des fragments de basalte. Le secteur est de la pyramide garde les traces d'une plate-forme qui supportait peut-être une chapelle funéraire mais aucun élément ne permet encore de l'affirmer. La sépulture est attribuée par l'égyptologue Reisner à la première épouse de Khéops, la reine Mérititès Ire, en raison de sa proximité avec le mastaba de son fils Kaouab Ier. Mark Lehner, quant à lui l'attribue à la reine Hétep-Hérès Ire, du fait de la proximité du tombeau avec sa cachette royale.

Plan de la pyramide G1A
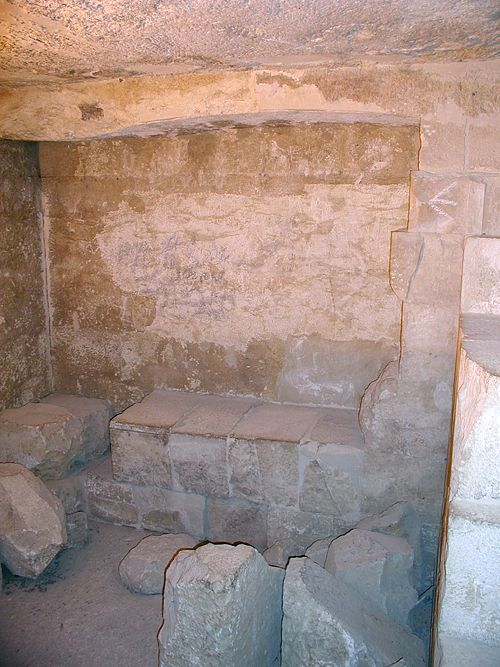
Caveau de la pyramide G1A